# Râul Văleni, Câlneș
Râul Văleni este un curs de apă, afluent al râului Câlneș. 